# Chloumek (Boháňka)
Chloumek (v místním nářečí Chlomek) je místní část obce Boháňka. Nachází se pod lesnatým, dlouhým hřbetem Vřešťovský Chlum, 4 km východně od Hořic v Podkrkonoší.

## Historie
První písemná zmínka o osadě pochází z roku 1490, kdy je zmiňována pod názvem Chlumek.
- 1544 (1522) frejmarčil tvrzí milcžewsy - s lesem na Wotuzy, s lesem nad chlůmkem - ves Wotuz, ves Chlaumek, ves lhota
- 1617 na tvrzi Geržiczy - na vsi Wotuzy - na vsi Bržezowiczy - na vsi Chlaumku
- 1636 panství Smiřické - vesnice Bohanka, Maniowicze, Chlumek, Klelnicze

### Příslušnost k obcím
- 1869: osada obce Velké Jeřice
- 1880–1920: osada obce Votuz
- 1920: samostatná obec
- od 1961: část obce Boháňka